# Ornithocephalus lehmannii
Ornithocephalus lehmannii är en orkidéart som beskrevs av Rudolf Schlechter. Ornithocephalus lehmannii ingår i släktet Ornithocephalus och familjen orkidéer.
Artens utbredningsområde är Colombia. Inga underarter finns listade i Catalogue of Life.